# Freguesia de Jacarepaguá
Freguesia de Jacarepaguá és un barri de la Zona Oest del municipi de Rio de Janeiro. Limita amb Tanque al nord; Pichincha a l'oest; Cidade de Deus, Gardênia Azul, i Jacarepaguá al sud-oest; Anil al sud, i amb la Floresta da Tijuca a l'est, sent oficialment part d'Água Santa ja a la Zona Nord. En les últimes dades la seva renda mitjana era la 23 millor de Rio entre 160 barris avaluats, sent considerat alt.
Es fa servir el nom de "Freguesia de Jacarepaguá" per a diferenciar-lo del barri homònim a l'Illa del Governador, Zona Nord de Rio de Janeiro, però encara és conegut popularment com a Freguesia.

## Història
Va ser la primera freguesia de la regió de la Baixada de Jacarepaguá i així, la primera en la llavors zona rural del municipi (actual Zona Oest, havent estat fundada el 1661). El seu nom actual ve de l'antiga denominació, Freguesia de Nossa Senyora da Loreto i Santo Antônio de Jacarepagua. Té una superfície de 1.039,61 hectàrees i, el 2000, la seva població estimada era de 54.010 habitants; el 2010 va passar a 70.511 habitants.

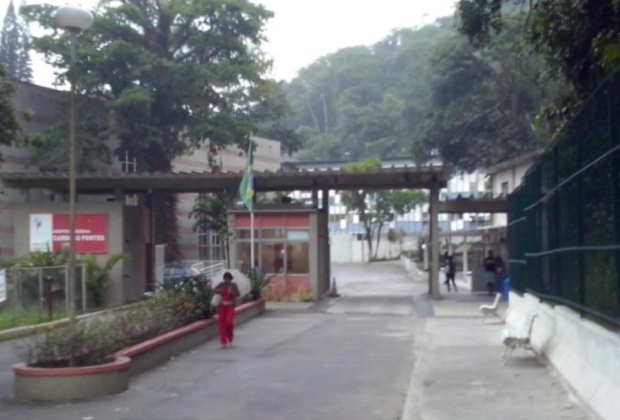
Hospital Federal Cardoso Fontes

## Estructura
Constituït barri independent el 1981 (fins llavors, formava part del barri de Jacarepaguá), avui és un barri amb comerç en franc desenvolupament. Representa el segon pol econòmic de Jacarepaguá (després de Taquara).

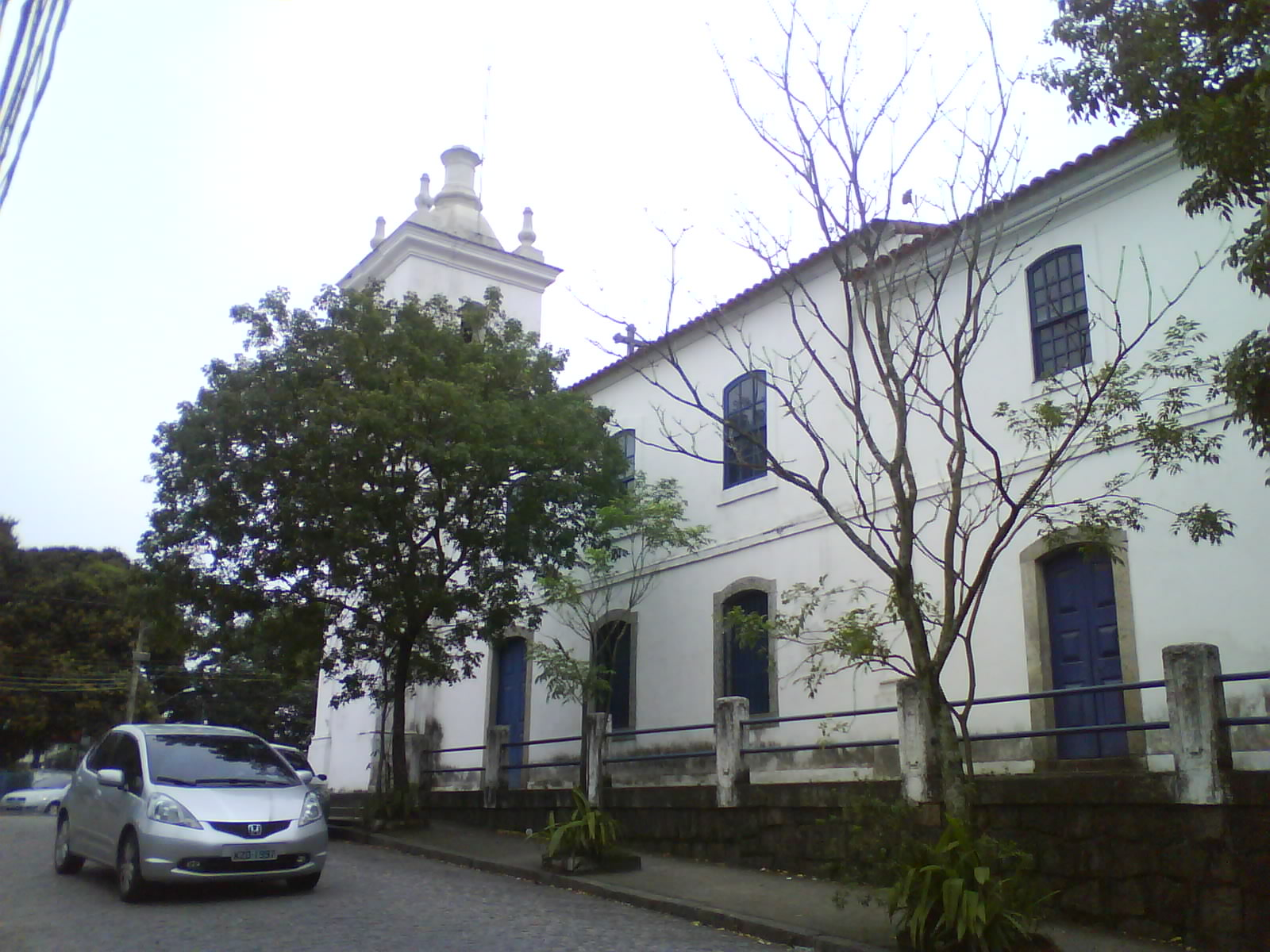
Igreja Nossa Senhora do Loreto

És un barri tranquil, on es pot caminar pels carrers a qualsevol hora del dia. La policia de les rodalies va ser reforçat a conseqüència de la instal·lació de la UPP en la Cidade de Deus. Existeix només una petita comunitat al final del Carrer Tirol, on no hi ha enfrontaments armats com en altres llocs de Rio.
Té una reserva ecològica, el Bosc da Freguesia, lloc tranquil i arbrat òptim per a fer caminades a la naturalesa.